# هنری وود
هنری وود (انگلیسی: Henry Wood; ۳ مارس ۱۸۶۹ – ۱۹ اوت ۱۹۴۴) رهبر (موسیقی)، آهنگساز، و استاد دانشگاه اهل بریتانیا بود.
وی همچنین برندهٔ جوایزی همچون شوالیه (عنوان) شده‌است.